# Szerszeń azjatycki
Szerszeń azjatycki (Vespa mandarinia) – gatunek owada z rodziny osowatych (Vespidae), największy przedstawiciel rodzaju Vespa.  

## Występowanie
Występują we wschodniej Rosji (Kraj Nadmorski), Azji Południowej i Południowo-Wschodniej. Są często spotykane w Japonii, występują także w Chinach i na Tajwanie.

## Budowa
Długość ciała wynosi od 2,5 do 4,5 cm (królowe), rozpiętość skrzydeł sięga 7,6 cm. Ubarwienie czarne z pomarańczowo-żółtymi pasami.

## Biologia i ekologia
Owad wszystkożerny. Larwy karmione są przez robotnice upolowanymi owadami lub pajęczakami. Ze względu na swe duże rozmiary, robotnice atakują nawet tak niebezpieczne ofiary jak modliszki i inne osy. Same żywią się ponadto pokarmem roślinnym w postaci owoców oraz nektaru kwiatowego. Szerszenie azjatyckie ze względu na swój odstraszający wygląd nie mają wielu naturalnych wrogów, poza dużymi owadami drapieżnymi i pająkami.
Roje liczą do kilkuset osobników i mieszkają w gniazdach, które mogą osiągnąć średnicę 1 m.

## Zagrożenia dla ludzi i innych zwierząt
Gatunek ten jest agresywniejszy niż inne osy. Jego użądlenia zabijają co roku w samej Japonii około 40 osób, przeważnie w wyniku reakcji alergicznej na jad owada (najaktywniejszą substancją jest mastoparan). Użądlenie człowieka z alergią jest zabójcze, jednak nawet zdrowy człowiek może zginąć z powodu działania neurotoksyny zwanej mandarotoksyną (MDTX), jeżeli ilość wstrzykniętego jadu jest wystarczająca. Entomolog Masato Ono z uniwersytetu w Tamagawie porównał użądlenie do gorącego gwoździa wbijanego w nogę.
Szerszenie azjatyckie znane są z niszczenia pszczelich rojów. Kilkadziesiąt szerszeni potrafi wybić całkowicie kilkudziesięciotysięczny rój w ciągu kilku godzin. Celem ataków szerszeni na ule jest pozyskanie pszczelich larw oraz miodu. 

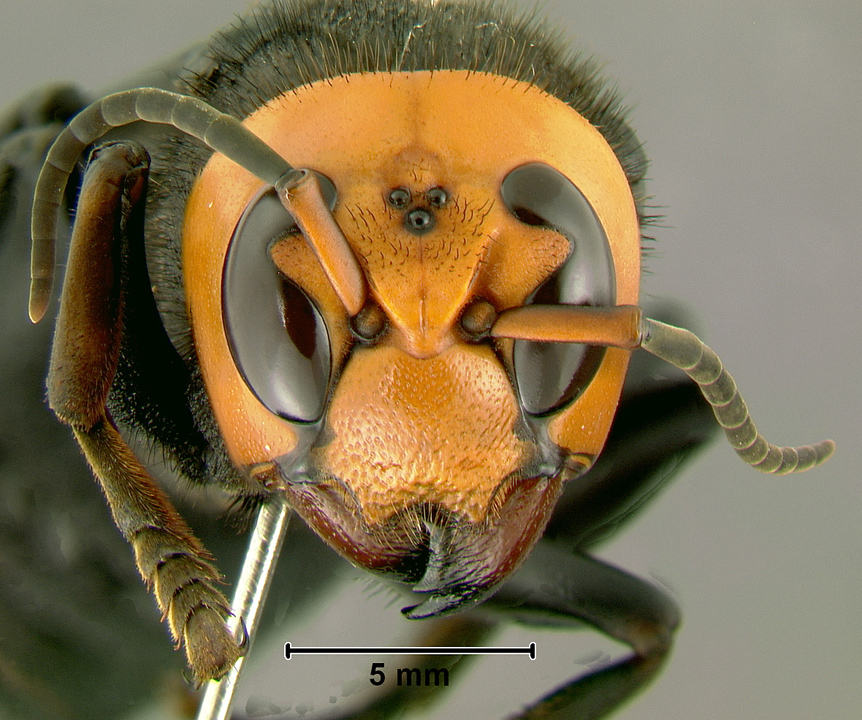
Głowa

## Podgatunki
- Vespa mandarinia bellona Smith, 1871
- Vespa mandarinia mandarinia Smith, 1852
- Vespa mandarinia japonica Radoszkowski, 1857
- Vespa mandarinia magnifica Smith, 1852
- Vespa mandarinia nobilis Sonan, 1929

## Życie w gnieździe
Szerszenie azjatyckie budują gniazda pod ziemią, na nizinach i z dala od miast, jednak niektóre królowe wolą budować gniazdo pod dachami, co stwarza niebezpieczeństwo dla ludzi.
Królowe zaczynają budować gniazda od kwietnia. Początkowo robią niewielkie gniazdo mieszczące około 30 robotnic i zawierające 100 miejsc przeznaczonych dla nowych osobników. Królowe pozostają w gnieździe do lipca, po czym opuszczają je. W przypadku, gdy królowa wróci po kilku miesiącach do starego gniazda, zostaje zaatakowana przez pozostałe szerszenie, ponieważ już nie jest im potrzebna.